# Madžarevo
Madžarevo (de „Mađarevo”, vagy „Madjarevo” alakban is szerepel, régi magyar neve Magyarlaka) falu Horvátországban Varasd megyében. Közigazgatásilag Novi Marofhoz tartozik.

## Fekvése
Varasdtól 16 km-re délre, községközpontjától 2 km-re nyugatra fekszik.

## Története
A falu fölé magasodó Greben várát már II. András magyar király 1209 kiadott oklevelében "castrum Greben" alakban említik, mint Gardunnak (Gárdonynak) a Grebeni család ősének a fennhatósága alatti várat. Az oklevél eredetisége azonban vitatott. A várat az az 1277-ben keltezett csereszerződés is megemlíti, mely szerint Gárdony fiai elcserélik egyes birtokaikat egy bizonyos Branić fiainak birtokaival. A Grebeniek egészen 1360-ig voltak a vár és uradalmának birtokosai, amikor I. Lajos király hűtlenség miatt elette tőlük. Ezután királyi birtok volt, majd a Zagorjéval együtt 1445-től a Cillei grófoké lett. A család kihalása után Hunyadi Mátyás más birtokokkal együtt Vitovec János horvát bánnak adta, de utódai hűtlenség miatt elveszítették és Corvin János birtoka lett. Közben a Grebeniek leszármazottai többször próbálták per útján őseik birtokát visszaszerezni, de ez csak időlegesen sikerült. Miután a Grebeniek utolsó leszármazottja Hermannfy László örökbe fogadta Batthyány Boldizsárt, 1491-től a Batthyányak lettek Greben uradalmának törvényes birtokosai. A család 1645-ig volt Grebenvár ura, ekkor Batthyány Erzsébet házassága révén Erdődy György birtoka lett. A várban 1710-ben tűzvész tört ki, mely után tulajdonosai elhagyták és a Novi Marof mellett felépített új kastélyukba költöztek, a vár pedig sorsára hagyva romlásnak indult.
Magyarlaka amint azt neve is mutatja ősi magyarok lakta település volt. Plébániáját 1334-ben Ivan goricai főesperes említi először a horvátországi plébániák között „ecclesia beati Stephani de Greben” alakban. A plébániatemplom ekkor Szent István tiszteletére volt szentelve. A plébánia és temploma valószínűleg ennél is régebbi alapítású. Egykor Novi Marof és környéke is ehhez a plébániához tartozott. A település maga a Grebeni család 1399-es birtokmegosztási egyezségben szerepel először, melyben a Grebeniek birtokát két egyenlő részre osztották. A grebenvári birtok együttes részeként, húsz települést neveztek meg, melyek közül jó néhány, máig megtartotta eredeti nevét, köztük Magyarlakát is. Az 1501-es egyházi vizitáció megemlíti, hogy a település plébániatemploma Szent Vid, Modest és Kreszcencia tiszteletére van szentelve. 1706-ban Matija Fabečić plébános egy kisméretű téglából épített templomról tesz említést, melynek két ablaka és két bejárata van, egy délen és egy nyugaton. A főoltáron kívül a templomnak két mellékoltára is volt, melyek Szent László király, Szent István király és Szent Imre herceg, valamint Szent Xavér tiszteletére voltak szentelve.
A plébánia nagy területe és növekvő lakossága miatt egyre sürgetőbbé vált egy új, nagyobb templom felépítése. A hívők szegénysége és az adakozó kedv hiánya azonban minden plébániának szükségessé tette, hogy valamely gazdag főúr legyen a támogatója, aki pénzadományokkal látja el. Magyarlakán a kegyúr ekkor gróf Erdődy Sándor volt. 1743-ban a templomhoz új kápolnát építettek, 1761-ben pedig új főoltárt és harangtornyot emeltek. 1770-ben új plébánia épült, az új templom építése ekkor még nem kapott anyagi támogatást. 1789-ben Remetinecen új plébániát alapítottak, így a hozzá csatolt falvak,  Remetinec, Presečno, Oštrice, Ključ és Orehovec leváltak a magyarlaki plébániáról. A plébánia területén 2223 lélek maradt, Mađarevo (Magyarlak), Možđenec, Grana, Makoišće Donje, Makoišće Gornje, Krč és Kamena Gorica falvakkal.
Az új plébániatemplom építését a kegyúr gróf Erdődy György adományából 1823 áprilisában kezdték el és már 1824 július 9-én fel is szentelték. 1857-ben a falunak 628 lakosa volt. Erdődy György halála után 1859-ben fia Károly és felesége a lengyel származású Kolowrat-Krakowsky Julianna lett a település birtokosa. A grófnő nagy pártfogója volt a templomnak és nagy jótevője a híveknek és amikor 1871-ben családi okokból a felső-magyarországi Ónodra távozott a búcsúzásnál sírva köszönt el tőle a falu népe. A falu kegyura nagyobbik fia Rudolf lett, aki folytatta édesanyja jótékonykodását. 1881-ben feleségül vette Lujza Drache von Weitinberget, Schlippenbach gróf özvegyét, akit a nép különösen kedvelt. 1890-ben a közeli Možđenecen egy 20 ágyas kicsiny kórházat alapítottak, ahol meleg étellel látták el a betegeket. A kórház 1917-ig üzemelt. Az ápoltakról egy orvos gondoskodott, a diakóvári keresztes nővérek segítségével. Ők alapították a falu első népiskoláját is, ellátták a szegényebb iskolás gyerekeket ruhával és cipővel, megszervezték a meleg étkeztetést az iskolában. 1887-ben Stjepan Haukovac plébános feljegyzése szerint a faluban 52 ház állt. Az 1890-es népszámlálás 825 lakost talált itt. 1900-ban a kegyúr adományából két új kápolnával bővítették a templomot. Lujza grófnő adományából megépült az új főoltár, valamint két szárnyas mellékoltár a Gyertyaszentelő Boldogasszony és Páduai Szent Antal tiszteletére. A falunak 1910-ben 1092 lakosa volt. A trianoni békeszerződésig Varasd vármegye Novi Marofi  járásához tartozott. A háború utáni agrárreformmal a grófi család elveszítette birtokai nagy részét, majd a megmaradt birtokokat eladták és felosztották az igénylők között.
Madžarevonak 2001-ben 281 háza és 930 lakosa volt.

## Nevezetességei
- Szent Vid és György tiszteletére szentelt plébániatemploma 1824-ben épült a középkori templom helyén.
- A falu felett nyugatra emelkedő 502 méter magas hegyen található Greben várának romja, mely  horvát Zagorje második legnagyobb vára volt.

## Külső hivatkozások
- Novi Marof város hivatalos oldala Archiválva 2011. április 16-i dátummal a Wayback Machine-ben
- A plébánia honlapja
- Várromok az Ivánscsica-hegységben
- Varasd megye kulturális emlékei[halott link]